# 费奥多罗夫卡 (巴什科尔托斯坦共和国费奥多罗夫卡区)
费奥多罗夫卡（俄语：Фёдоровка）是俄罗斯巴什科尔托斯坦共和国费奥多罗夫卡区的一个村，亦是该区的行政中心。该村2010年人口4,306；2002年人口4,128；1989年人口3,923。